# Capodanno coreano
Il Capodanno coreano (설날?, SeollalLR, SǒllalMR) è una festività nazionale coreana celebrata il primo giorno del calendario lunare. Esso consiste in tre giorni di festeggiamenti, dal giorno prima al giorno dopo di Capodanno. I coreani festeggiano anche il Capodanno solare, il giorno del 1º gennaio, come da calendario gregoriano.
Il Capodanno coreano cade generalmente nel giorno del secondo novilunio dopo il solstizio d'inverno, a meno che non ci sia un raro undicesimo o dodicesimo mese intercalare: in questo caso, cade nel giorno del terzo novilunio dopo il solstizio. Il Capodanno coreano cade nello stesso giorno dei capodanni mongolo, tibetano, cinese e vietnamita.

## Usi e costumi
Il Capodanno coreano è una festività orientata verso la famiglia, e i giorni di festa vengono comunemente usati per far visita a genitori e parenti lontani. Nelle case si compiono rituali rivolti agli antenati, conosciuti come charye (차례), e molti coreani indossano hanbok colorati. Il piatto tipico, spesso consumato durante le celebrazioni, si chiama tteokguk (zuppa con gnocchi di riso).
Diversi coreani danno il benvenuto all'anno nuovo (che sia solare o lunare) visitando località balneari della costa orientale, quali Gangneung e Donghae nella provincia del Gangwon, dove si aspetta di vedere i primi raggi del primo sole del nuovo anno.

### Sebae
Il Sebae è il tradizionale rito praticato per portare rispetto alle persone più anziane, generalmente compiuto dai bambini verso i genitori. I figli augurano ai propri genitori un felice anno nuovo con le parole saehae bok manhi badeuseyo (새해 복 많이 받으세요), tradotte come possiate ricevere molte benedizioni nel nuovo anno. I genitori, poi, premiano questo gesto dei figli donando loro il denaro del nuovo anno, generalmente banconote fatte con la cartapesta, e raccontando loro perle di saggezza. Nel passato, i genitori cucinavano torte di riso (tteok) o alla frutta.

### Giochi popolari
Al Capodanno coreano sono associati diversi giochi tradizionali come lo Yutnori, un gioco da tavolo praticato in famiglia come passatempo. Inoltre, uomini e ragazzini fanno volare gli aquiloni e giocano al jegi chagi (제기차기), nel quale oggetti leggeri sono incartati in pezzi di stoffa o di carta, e poi calciati alla maniera di un footbag. Le donne e le ragazze, invece, si dilettano nel neolttwigi (널뛰기), un gioco nel quale si salta su un'altalena. I bambini più piccoli si divertono con le trottole.
I coreani moderni amano passare i giorni di festa giocando a Go-Stop, un gioco di carte nel quale si utilizzano le Hwatu, versione coreana delle carte dei fiori giapponesi.